# Strada statale 600 Ariana
La ex strada statale 600 Ariana (SS 600), ora strada provinciale 600 Ariana (SP 600), era una strada statale italiana che attraversa il territorio della città metropolitana di Roma. Attualmente è classificata come strada provinciale.

## Percorso
La strada ha inizio nel centro abitato di Valmontone dal quale esce in direzione sud, fino a raggiungere il comune di Artena. La strada prosegue quindi verso ovest e successivamente verso sud-ovest, attraversando il centro abitato di Lariano ed innestandosi infine sulla strada statale 7 Via Appia nei pressi di Velletri.
| Via Ariana |                            |      |           |                |
| Tipo       | Indicazione                | ↓km↓ | Provincia | Strada europea |
|            | Via Casilina               | 0    | RM        | -              |
|            | Autostrada A1              | 1    | RM        | -              |
|            | Artena                     | 2,9  | RM        | -              |
|            | Circonvallazione di Artena | 3,5  | RM        | -              |
|            | SP81/a per Cori            | 4    | RM        | -              |
|            | Via Tuscolana              | 10   | RM        | -              |
|            | Lariano                    | 13   | RM        | -              |
|            | SP64/b per Giulianello     | 14   | RM        | -              |
|            | Velletri-zona 167          | 18,5 | RM        | -              |
|            | Velletri                   | 18,5 | RM        | -              |
|            | Via Appia                  | 19   | RM        | -              |

## Storia
Già contemplata nel piano generale delle strade aventi i requisiti di statale del 1959, è
solo col decreto del Ministro dei lavori pubblici del 23 settembre 1969 che viene elevata a rango di statale con i seguenti capisaldi d'itinerario: "Innesto strada statale n. 6 a Valmontone - Artena - Lariano - innesto strada statale n. 7 a Velletri".
In seguito al decreto legislativo n. 112 del 1998, dal 2002 la gestione è passata dall'ANAS alla Regione Lazio che ha provveduto al trasferimento dell'infrastruttura al demanio della Provincia di Roma.